# Jack Siemon
Jack Siemon (Kitchener, 21 marzo 1929 – ...) è stato un hockeista su ghiaccio canadese, di ruolo portiere, che ha giocato perlopiù in Europa.
Dopo aver giocato nella International Hockey League coi Fort Wayne Komets e nella Western Hockey League coi Tacoma Rockets, nel 1953 Siemon si trasferì nel massimo campionato britannico dove vestì fino al 1960 la maglia dei Nottingham Panthers. Dopo una breve esperienza nella terza serie svedese con l'IFK Stoccolma nel 1963 si trasferì nel campionato italiano dove militò nelle file del Cortina fino al 1972.

## Palmarès
- English National League: 1

Nottingham: 1953-1954
- British National League: 1

Nottingham: 1955-1956
- Campionato italiano: 8

Cortina: 1963-1964, 1964-1965, 1965-1966, 1966-1967, 1967-1968, 1969-1970, 1970-1971, 1971-1972